# De radio is verstopt
De radio is verstopt is een hoorspel van William Rothuizen. De VARA zond het uit op woensdag 9 januari 1974, van 16:03 uur tot 16:25 uur. De regisseur was Ad Löbler.

## Rolbezetting
- Marja Habraken (zij)
- Hans Veerman (hij)
- Hans Karsenbarg (de reparateur)

## Inhoud
Wat kan er allemaal gebeuren wanneer je vrouw, ineens tegen de draad in, naar een hoorspel wil luisteren en de goede oude radio defect blijkt te zijn? Eigenlijk is “defect” niet het juiste woord voor de radiokwaal, want behalve gekraak en gefluit brengt het eigenzinnige ding ook geluiden voort die van verleden naar toekomst evolueren. Een te hulp geroepen technisch persoon doet al even onberekenbaar als het apparaat. Er ontwikkelt zich ten slotte een absurde complicatie die het symbolische bijsmaakje heeft van: een brief op de bus doen…